# 加藤常昭
加藤 常昭（かとう つねあき、1929年4月15日 - 2024年4月26日）は、日本の神学者・説教家。

## 略歴
ハルピン出身。東京大学文学部哲学科卒業、1956年に東京神学大学修了。1986年まで東京神学大学教授（実践神学）。日本基督教団若草教会、牛込払方町教会、日本基督教団鎌倉雪ノ下教会牧師を経て、1997年から日本基督教団隠退教師。現在は説教塾を全国に展開し、後進の説教者を育てている。
日本プロテスタント宣教150周年記念大会の基調講演は「神の言葉に生かされるキリストのからだ・教会」。
2011年にキリスト教功労者を受賞。
2024年4月26日に死去。95歳没。

## 著作
- 聖書の読み方 （日本基督教団出版部 1961年）
- 入信への道 （日本基督教団出版部〔グリーン・ブックス〕 1963年）
- 主の道を生きて 第一コリント書講解説教 （新教出版社〔新教新書〕 1964年）
- 説教 牧師と信徒のために （日本基督教団出版部 1964年）
- 主イエスの背を見つめて キリスト教の真髄 （ヨルダン社〔現代説教選書〕 1971年）
- 日本の説教者たち（日本キリスト教説教史研究 1） （新教出版社 1972年）
- 福音主義教会形成の課題 （新教出版社〔今日のキリスト教双書〕 1973年）
- すこやかな歩みを  第一テサロニケ書講解説教 （ヨルダン社 1976年）
- 山上の説教 （ヨルダン社 1980年8月）
- 教会に生きる祈り 祈祷集 （教文館 1986年5月）
- 祈りへの道 （教文館 1987年1月）
- 主イエスの歩み・わたしたちの歩み （ヨルダン社 1987年11月）
- 加藤常昭説教全集 全20巻 （ヨルダン社 1989年-1996年）
- 聖書を読む 3 ルカによる福音書 （筑摩書房 1989年2月）
- 雪ノ下カテキズム 鎌倉雪ノ下教会教理・信仰問答 （教文館 1990年10月）
- ハイデルベルク信仰問答講話 （教文館 1992年8月）
- ヴァイツゼッカー （清水書院〔Century books〕 1992年6月）
- 説教論 （日本基督教団出版局 1993年）
- 教会生活の手引き 鎌倉雪ノ下教会 （教文館 1994年10月）
- 説教者カール・バルト バルトと私 （日本基督教団出版局 1995年12月）
- ヨハネによる福音書講解説教 1-5 （ヨルダン社 1997年-1999年）
- 講解説教ヨハネの黙示録 （教文館 1998年1月）
- 主イエスの生涯（加藤常昭信仰講話） （教文館 1999年）
- 主イエスに出会った人びと（加藤常昭信仰講話） （教文館 2000年7月）
- 使徒信条・十戒・主の祈り（加藤常昭信仰講話） （教文館 2000年3月）
- み言葉の放つ光に生かされ 一日一章 （日本基督教団出版局 2000年11月）
- 教会（加藤常昭信仰講話 5） （教文館 2000年10月）
- 主イエスの譬え話（加藤常昭信仰講話 3） （教文館 2001年2月）
- 子どものための説教入門 信徒のための神学講座 （日本キリスト改革派教会西部中会教育委員会 2001年4月）
- 祈り 日本キリスト教団出版局 2002年12月）
- 自伝的説教論 （キリスト新聞社 2003年）
- 説教者を問う （キリスト新聞社〔説教塾ブックレット〕 2004年10月）
- 加藤常昭説教全集 21-30巻 （教文館 2005年-2006年）
- 黙想と祈りの手引き （キリスト新聞社 2006年2月）
- 十字架上の七つの言葉 黙想 （教文館 2006年3月）
- 礼拝を問い、説教を問う （キリスト新聞社〔説教塾ブックレット〕 2007年9月）
- 文学としての説教 （日本キリスト教団出版局 2008年8月）
- み前にそそぐ祈り 頑なな心を、あなたの愛が溶かしてください （キリスト新聞社 2008年12月）
- 説教批判・説教分析 （教文館 2008年12月）
- 救いはここに 説教によるキリストへの手引き （キリスト新聞社 2009年4月）
- 老いを生きる 教会の課題、キリスト者の課題 （キリスト新聞社〔キリスト教カウンセリング講座ブックレット〕  2010年11月）
- ヨハネの黙示録（グループスタディ12章） （日本キリスト教団出版局 2010年12月）

## 共著
- 愛と自由のことば 一日一章 （大塚野百合共編 日本基督教団出版局 1972年）
- 現代のアレオパゴス 鼎談 森有正とキリスト教 （森有正、古屋安雄 日本基督教団出版局 1973年）
- 思い起こせ、キリストの真実を （教文館 1999年4月）
- 新約聖書のこころ 福音書が物語るイエスの生涯 （高柳俊一、加山久夫、石川康輔 キリスト新聞社 2005年8月）
- 立ち上がり、歩きなさい イエス・キリストの名による説教 （教文館 2008年8月）

## 翻訳
- この世に生きるキリスト者 （トウルナイゼン 新教出版社〔新教新書〕 1960年）
- 牧会学 慰めの対話 1-2 （E.トウルナイゼン 日本基督教団出版部 1961年-1970年）
- 夕べの祈り （C.ブルームハルト 日本基督教団出版部 1962年）
- 福音主義神学入門 （カール・バルト 新教出版社 1962年）
- 現代に信仰は可能か 神学の課題と説教の位置 （H.ティーリケ ヨルダン社 1970年）
- 神学者カール・バルト （J.ファングマイアー 蘇光正共訳 日本基督教団出版局〔アルパ新書〕 1971年）
- 説教学入門 （C.H.スポルジョン ヨルダン社 1975年）
- 説教学 1-2 （R.ボーレン 日本基督教団出版局 1977年-1978年）
- ティリッヒ著作集 別巻 1 説教集 （白水社 1978年4月）
- 祝福を告げる言葉 R.ボーレン説教集 （日本基督教団出版局〔現代世界説教選〕 1979年2月）
- 聖霊論的思考と実践 （R.ボーレン 村上伸共訳 日本基督教団出版局 1980年11月）
- 星と船と王さまたち （シュチェパーン・ザヴジェル 日本基督教団出版局 1984年6月）
- 丘のむこうに何がある? （E.A.エッカー 日本基督教団出版局 1986年4月）
- 神の言葉の神学の説教学 （K.バルト、E.トゥルナイゼン 日本基督教団出版局 1988年2月）
- 想起と和解 共に生きるために （R.v.ヴァイツゼッカー 教文館 1988年11月）
- 良心は立ち上がる ヴァイツゼッカー講演集 日本基督教団出版局 1995年8月）
- 光の降誕祭 20世紀クリスマス名説教集 （R.ランダウ編 教文館 1995年11月）
- ヴァイツゼッカーのことば （リヒャルト・フォン・ヴァイツゼッカー 日本基督教団出版局 1996年1月）
- 天水桶の深みにて こころ病む者と共に生きて （R.ボーレン 日本基督教団出版局 1998年4月）
- 憧れと福音 （R.ボーレン 教文館 1998年2月）
- 慰めの共同体・教会 説教・牧会・教会形成 （クリスティアン・メラー 教文館 2000年2月）
- 愛の手紙・説教 今改めて説教を問う （教文館 2000年11月）
- 魂への配慮の歴史 全10巻 （C.メラー編 日本基督教団出版局 2000年-2006年）
- ベルリンの壁に打ち勝って 東独に生きたキリスト者女性の証言 （A.カミンスキー 教文館 2001年3月）
- 預言者・牧会者エードゥアルト・トゥルンアイゼン （R.ボーレン 教文館 2001年10月）
- エーバハルト・ユンゲル説教集 1 第一説教集 （教文舘 2001年12月）
- みんなでいこうベツレヘム クリッペへのみち （日本基督教団出版局 2001年10月）
- 日本の友へ 待ちつつ速めつつ （R.ボーレン 教文舘 2002年10月）
- 大統領が語るキリスト者人間像 （ヨハネス・ラウ 教文館 2004年8月）
- 説教の喜び クリスティアン・メラー講演集 （キリスト新聞社〔説教塾ブックレット〕 2006年11月）
- 慰めのほとりの教会 （クリスティアン・メラー 教文館 2006年11月）
- 説教黙想集成 1-3 （教文館 2008年）
- イーヴァント著作選 1 （ハンス・ヨアヒム・イーヴァント 新教出版社 2009年11月）
- 神学通論 1811年/1830年 （F.シュライアマハー 深井智朗共訳 教文館 2009年7月）
- 開かれた扉 分断されたベルリンから統一ドイツへ （アンネリーゼ・カミンスキー自伝 教文館 2010年12月）

## 記念論集
- 説教と言葉 新しい時代の教会と説教 加藤常昭先生献呈論文集 （山口隆康、芳賀力編 教文館 1999年4月）
- これからの日本の説教 説教者加藤常昭をめぐって （森島豊編著 加藤、佐藤司郎、平野克己、井ノ川勝著 キリスト新聞社 2011年2月）